# R-52

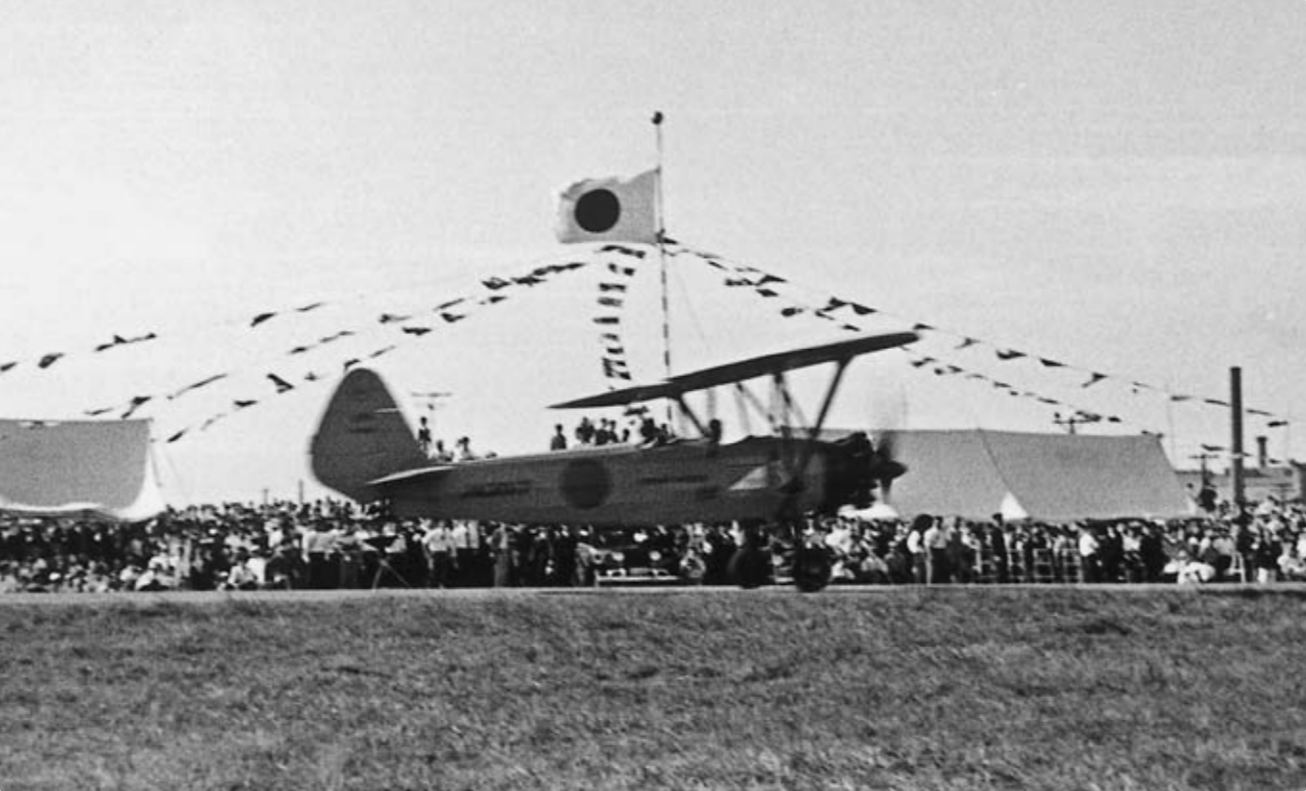
新立川飛行機 R-52

R-52は、日本の新立川航空機が製作した練習機。戦後初の国産航空機である。

## 概要
第二次世界大戦で敗北した日本は、連合国軍最高司令官総司令部（GHQ）によって軍民一切の航空機の開発と生産が禁止された。1952年（昭和27年）にサンフランシスコ講和条約が発効し、日本の独立が回復するとともに、航空機開発も解禁された。
終戦まで活動していた立川飛行機は1949年（昭和24年）11月15日に企業再建整備法により、立飛企業とタチヒ工業とに分割されたが、後者は新立川航空機に改名していた。新法人となって最初に製作したのがR-52であり、1952年9月17日に練習機であるR-52（機体記号：JA3017）の初飛行に成功した。なお同機は戦後に民間航空機として登録されたレシプロ単発機としては通算15番目（3004と3009は欠番）であったが、日本国産機としては最初のものであった。同形式は初号機のみで量産されることは無かった。
R-52は後述の改良後、読売新聞社に売却。1954年にはR-53とともに全国の都市を訪問飛行する企画に用いられた。その後は東京都の多摩川河川敷にあった読売玉川飛行場で全日本学生航空連盟の飛行練習やグライダー曳行などに使用されていた。1959年（昭和34年）7月9日にエンジントラブルのため不時着、大破したため登録抹消された。

## 機体
R-52自体は戦前の立川飛行機が試作していたR-38練習機を参考に設計されたもので、開放座席を持つ木金混合羽布張りのパラソル主翼の複座機であり、当時の耐空性証明基準も戦前に制定されたものに準拠していた。そのため、戦前の航空機を再生産したともいえる古い設計の機体であった。材料も工場に残されていた残存資材を集めたものであり、エンジンも連合国からの接収から免れ東京工業大学に保存されていた、東京瓦斯電気工業が開発した軽航空機用の「神風」空冷星型7気筒レシプロエンジン（150 hp）を再生利用した。同機は「タチヒ号」と命名され、後にエンジンはライカミング O-290-Dに換装され、プロペラも可変ピッチプロペラに改良された。

## R-53

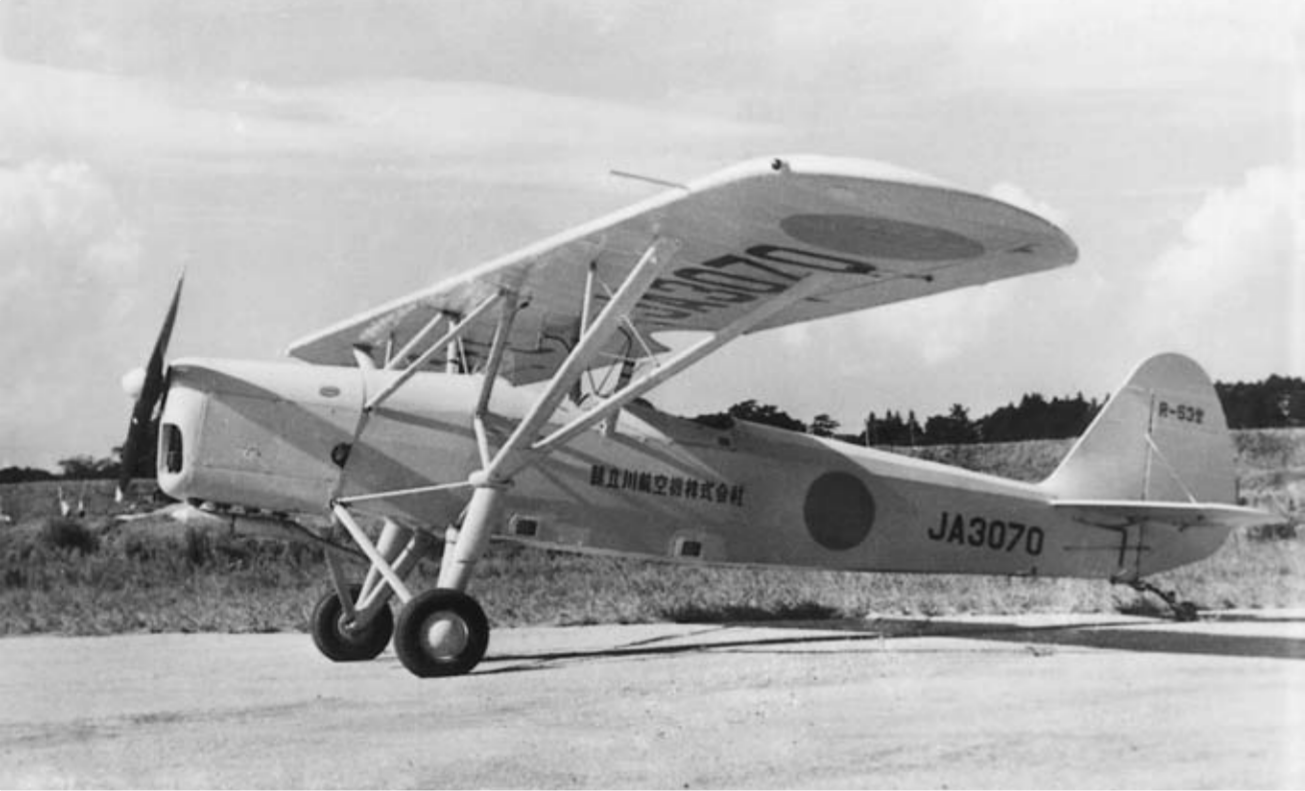
新立川飛行機 R-53

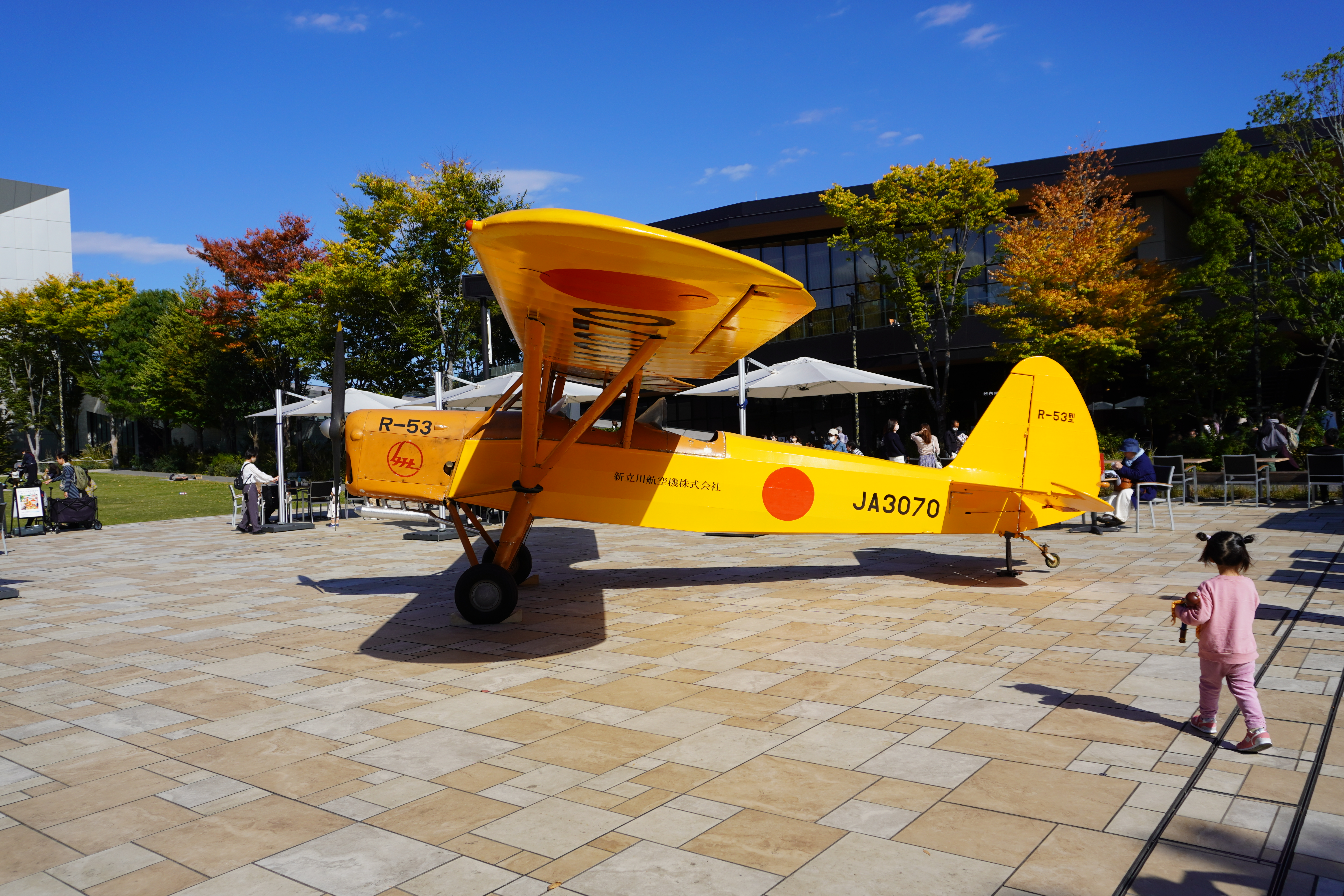
新立川航空機 R-53練習機 令和4年10月29日立川市での一般公開にて

新立川航空機はR-52の改良型としてR-53（機体記号：JA3070）を1954年（昭和29年）7月に完成させた。基本的な設計は変わらなかったが、エンジンをイギリス製のブラックバーン シラス・メジャーIIIに換装するなど、幾分改良が加えられた。同機は全日本学生飛行連盟に貸与され、日本一周飛行に参加し耐空性の高さを示したが、購入先はあらわれなかった。そのため航空大学校に寄贈されたが、練習機として運用するには古典的な機体であったため、1957年（昭和32年）に新立川に返却、立川市にある新立川の倉庫で骨組みがむき出しの状態で非公開のまま保存が続けられてきた。新立川は、2013年にエンジン部品の製造部門を廃止することとなったため、過去の資料として残すために修復作業に着手。2014年4月17日から同月20日までの間、立川市の立飛リアルエステート南地区12号棟で一般公開が行われた。

## 仕様
R-52
- 乗員: パイロット1又は2名
- 座席数: 2席
- 全長: 7.35 m
- 全幅: 10.7 m
- 全高: 3.00 m
- 翼面積: 17.30m2
- 空虚重量: 620 kg
- 全備重量: 873 kg
- 動力: ライカミング O-290-D 空冷水平対向4気筒レシプロエンジン（130 hp）単発 （改良後）
- 最大速度: 176 km/h
- 航続距離: 610 km
- 実用上昇限度: 4,000 m

R-53
- 乗員: パイロット1又は2名
- 座席数: 2席
- 全長: 7.5 m
- 全幅: 10.7 m
- 全高: 2.65 m
- 翼面積: 17.30m2
- 最大重量：1,000 kg
- エンジン: ブラックバーン シラス・メジャーIII 空冷倒立直列4気筒レシプロエンジン（155 hp）単発
- 最大速度: 207 km/h
- 実用上昇限度: 4,500 m